# Малін (Нижньосілезьке воєводство)
Ма́лін (пол. Malin, нім. Mahlen) — село в Польщі, у гміні Вішня-Мала Тшебницького повіту Нижньосілезького воєводства.
Населення — 576 осіб (2011).
У 1975—1998 роках село належало до Вроцлавського воєводства.

## Демографія
Демографічна структура станом на 31 березня 2011 року:
|          | Загалом | Допрацездатний вік | Працездатний вік | Постпрацездатний вік |
| -------- | ------- | ------------------ | ---------------- | -------------------- |
| Чоловіки | 278     | 64                 | 194              | 20                   |
| Жінки    | 298     | 74                 | 183              | 41                   |
| Разом    | 576     | 138                | 377              | 61                   |